# Amor de cans
Amor de cans és una sèrie de televisió mallorquina d'IB3 produïda per Nova Televisió i dirigida per Maria Togores. És un drama familiar sobre la lluita fraternal entre sis germanes, basat en la novel·la homònima de Maria Antònia Oliver. Es va estrenar el 5 de novembre del 2018 i se'n van emetre tres temporades. La sèrie es va acabar el febrer del 2021.

## Argument
Després de la mort de l'amo en Nofre de Can Gamundí, les sis germanes, na Bàrbara, n'Esperança, na Petra, n'Aina, na Magdalena i n'Àngela, s'han retrobat i les coses no han sortit com s'esperaven. Han vist com la seva vida s'ha ensorrat, tant en l'àmbit personal com familiar. Aquesta situació, causada per les desavinences i la por del què diran, les portarà a prendre decisions vitals, que suposaran un gir radical a les seves vides. Les germanes hauran de fer un esforç i s'hauran de donar suport entre elles si volen sortir de l'impàs en què es troben. La germana petita, cansada de totes aquestes misèries, pren decisions que faran canviar el futur familiar.

## Repartiment
- Agnès Llobet com a Àngela
- Apol·lònia Serra com a Petra
- Caterina Alorda com a Esperança
- Eva Barceló com a Bàrbara
- Lina Mira com a Aina
- Lluqui Herrero com a Magdalena